# Norfolcioconch norfolkensis
Norfolcioconch norfolkensis es una especie de molusco gasterópodo de la familia Charopidae en el orden de los Stylommatophora.

## Distribución geográfica
Es endémica de la Isla Norfolk. 